# Juzet-d’Izaut
Juzet-d’Izaut ist eine französische Gemeinde mit 181 Einwohnern (Stand 1. Januar 2022) im Département Haute-Garonne in der Region Okzitanien (zuvor Midi-Pyrénées). Die Einwohner werden als Juzetois bezeichnet.

## Geographie
Das Flüsschen Job verläuft an der westlichen Gemeindegrenze. Umgeben wird Juzet-d’Izaut von den fünf Nachbargemeinden:
| Arbon     | Izaut-de-l’Hôtel                            |             |
| Cazaunous | Kompassrose, die auf Nachbargemeinden zeigt | Sengouagnet |
| Arguenos  |                                             |             |

## Bevölkerungsentwicklung
| Jahr                      | 1962 | 1968 | 1975 | 1982 | 1990 | 1999 | 2007 | 2012 | 2016 |
| ------------------------- | ---- | ---- | ---- | ---- | ---- | ---- | ---- | ---- | ---- |
| Einwohner                 | 188  | 222  | 248  | 229  | 202  | 193  | 202  | 203  | 193  |
| Quelle: Cassini und INSEE |      |      |      |      |      |      |      |      |      |

## Sehenswürdigkeiten
- Kirche St-Germier, erbaut 1867